# Billy Hatcher and the Giant Egg
Billy Hatcher and the Giant Egg (ジャイアントエッグ～ビリー・ハッチャーの大冒険～ Jaianto Eggu: Birī Hatchā no Daibōken?) är ett  datorspel som utvecklats av Sonic Team och publiceras av Sega för Nintendo GameCube 2003. Det portades till Microsoft Windows och Mac OS 2006, för utgivning i Europa.